# الموجور (بعدان)
الموجور هي إحدى قرى عزلة دلال بمديرية بعدان التابعة لمحافظة إب، بلغ تعداد سكانها 856 نسمة حسب تعداد اليمن لعام 2004.